# Campeonato Uruguayo de Primera División 1991
El Campeonato Uruguayo 1991 fue el 87° torneo de primera división del fútbol uruguayo, correspondiente al año 1991.
Se disputó a dos ruedas todos contra todos entre 14 equipos participantes. Como hecho inédito y destacado, por quinto año consecutivo se coronó campeón un club que no fuera ni Nacional ni Peñarol, en lo que se conoce como el quinquenio de los chicos. Fue el Defensor Sporting quien ocupó el primer puesto, consolidándose como el tercer club del fútbol uruguayo en importancia, al conquistar el Campeonato Uruguayo por tercera vez en su historia (siendo la primera vez que lo logra con el nombre de Defensor Sporting, una vez constituida la fusión de Defensor y Sporting en 1989).
Para el año siguiente, el cupo de integrantes se achicaría de 14 a 13 equipos, por ese motivo descendieron dos equipos (Huracán Buceo y El Tanque Sisley) pero solo ascendió uno en su reemplazo (River Plate).

## Clasificación
| Puesto | Equipo               | Pts | PJ | PG | PE | PP | GF | GC | Dif |
| ------ | -------------------- | --- | -- | -- | -- | -- | -- | -- | --- |
| 1°     | Defensor Sporting    | 34  | 26 | 13 | 8  | 5  | 30 | 13 | 17  |
| 2°     | Nacional             | 33  | 26 | 13 | 7  | 6  | 40 | 27 | 13  |
| 3°     | Montevideo Wanderers | 32  | 26 | 10 | 12 | 4  | 29 | 21 | 8   |
| 4°     | Peñarol              | 31  | 26 | 10 | 11 | 5  | 27 | 22 | 5   |
| 5°     | Danubio              | 29  | 26 | 11 | 7  | 8  | 28 | 19 | 9   |
| 6°     | Central Español      | 29  | 26 | 8  | 13 | 5  | 24 | 24 | 0   |
| 7°     | Cerro                | 27  | 26 | 7  | 13 | 6  | 18 | 16 | 2   |
| 8°     | Liverpool            | 26  | 26 | 6  | 14 | 6  | 25 | 24 | 1   |
| 9°     | Bella Vista          | 22  | 26 | 4  | 14 | 8  | 20 | 31 | -11 |
| 10°    | Racing               | 22  | 26 | 6  | 10 | 10 | 20 | 27 | -7  |
| 11°    | Huracán Buceo        | 22  | 25 | 8  | 6  | 11 | 31 | 37 | -6  |
| 12°    | Progreso             | 21  | 26 | 6  | 9  | 11 | 23 | 31 | -8  |
| 13°    | Rentistas            | 19  | 26 | 5  | 9  | 12 | 22 | 29 | -7  |
| 14°    | El Tanque Sisley     | 15  | 25 | 4  | 7  | 14 | 14 | 30 | -16 |

|  | Clasifica a la Liguilla Pre-Libertadores. |
|  | Desciende a Segunda división.             |

|                                                     |
| Uruguay                                             |
| Campeón Uruguayo 1991 Defensor Sporting 3.er título |

## Clasificación a torneos continentales

### Liguilla Pre-Libertadores
| Puesto | Equipo               | Pts | PJ | PG | PE | PP | GF | GC | Dif |
| ------ | -------------------- | --- | -- | -- | -- | -- | -- | -- | --- |
| 1°     | Defensor Sporting    | 7   | 5  | 3  | 1  | 1  | 9  | 6  | 3   |
| 2°     | Peñarol              | 6   | 5  | 2  | 2  | 1  | 6  | 2  | 4   |
| 3°     | Nacional             | 6   | 5  | 2  | 2  | 1  | 7  | 4  | 3   |
| 4°     | Danubio              | 6   | 5  | 3  | 0  | 2  | 9  | 9  | 0   |
| 5°     | Central Español      | 3   | 4  | 1  | 1  | 2  | 4  | 7  | -3  |
| 6°     | Montevideo Wanderers | 0   | 4  | 0  | 0  | 4  | 6  | 13 | -7  |

|  | Clasifica a la Copa Libertadores 1992. |
|  | Clasifica a la Copa Conmebol 1992.     |

| Uruguay                                             |
| Campeón Liguilla 1991 Defensor Sporting 5.to título |

#### Desempate por el segundo clasificado a la Copa Libertadores
|  | Nacional | 1:1 (Penales 5:4) | Peñarol |  |  |

### Equipos clasificados

#### Copa Libertadores 1992
|   | Equipo            | Clasificación como       |
| - | ----------------- | ------------------------ |
| 1 | Defensor Sporting | Campeón Liguilla 1991    |
| 2 | Nacional          | Subcampeón Liguilla 1991 |

#### Copa Conmebol 1992
|   | Equipo  | Clasificación como            |
| - | ------- | ----------------------------- |
| 1 | Peñarol | 2° puesto en la Liguilla 1991 |
| 2 | Danubio | 4° puesto en la Liguilla 1991 |